# Ricardo de Métis
Ricardo de Métis foi um nobre francês do século X. Era filho de Gerardo II, a quem sucedeu como conde de Métis em 963. Casou em data incerta como a filha do marquês Varnacário e com ela gerou Adalberto II e Gerardo II. Em 986, testemunhou uma contrato do bispo Gerardo de Tul que doava a Igreja de Andelier à Abadia de São Mansueto. Morreu em 986 e foi sucedido por Gerardo III.